# Currie Cup 1980
La Currie Cup de 1980 fue la cuadragésimo segunda edición del principal torneo de rugby provincial de Sudáfrica.
El campeón fue el equipo de Northern Transvaal quienes obtuvieron su décimo segundo campeonato.

## Participantes

### Fase Final
| Equipo                  | Título                   |
| ----------------------- | ------------------------ |
| Northern Transvaal      | Ganador División A       |
| Western Province        | Segundo Lugar División A |
| Eastern Province        | Ganador División B       |
| South Eastern Transvaal | Segundo Lugar División B |

### Semifinal
| 1980 | Northern Transvaal | 49 - 6 | South Eastern Transvaal |  |  |

| 1980 | Eastern Province | 13 - 21 | Western Province |  |  |

### Final
| 1980 | Northern Transvaal | 39 - 9 | Western Province | Pretoria, |  |

### Campeón
| Bandera de Sudáfrica       |
| Campeón Northern Transvaal |
| Décimo segundo título      |